# Spécialités bourguignonnes
Les spécialités bourguignonnes sont des éléments gastronomiques distinctifs de la région Bourgogne, en France.

## Présentation
Dijon se veut une capitale de la gastronomie, avec sa foire internationale et gastronomique qui se tient chaque année à l'automne, et dont un pays est hôte d'honneur et la Biennale internationale des arts culinaire (BIAC). Dijon est la capitale administrative d'une des régions vinicoles les plus connues au monde, la Bourgogne. C'est toutefois Beaune qui est la capitale du vin de Bourgogne. Dijon est la capitale de la moutarde, dont la qualité est due au sol calcaire de la région, qui produit des graines de moutarde particulièrement fortes. Dans la méthode traditionnelle, la moutarde était obtenue par un broyage « humide » des graines à la meule, réalisé avec du jus de verjus de Bourgogne, ce qui permet aussi de développer l'essence et le piquant de la graine.
Spécialités gastronomiques :
- le pain d'épices, notamment les nonnettes
- les escargots de Bourgogne
- la truffe de Bourgogne
- le jambon persillé
- le bœuf bourguignon
- la potée bourguignonne
- les œufs en meurette
- le poulet Gaston Gérard
- la pôchouse (ou pauchouse)
- la gougère
- les vins de Bourgogne
- le cassis noir de Bourgogne des vergers bourguignons
- la crème de cassis de Bourgogne (indication géographique) élaborée en Bourgogne avec les fruits bourguignons
- le cassis de Dijon (indication géographique)
- le kir (apéritif composé d'aligoté et de crème de cassis)
- les fromages : époisses, charolais, délice de Bourgogne, saint-florentin, soumaintrain
- les bonbons à l'Anis de Flavigny
- la poire belle-dijonnaise[1]
- la moutarde notamment Maille ou la moutarde IGP